# Jazz at the Philharmonic
Jazz at the Philharmonic (JATP) was de titel van een concertreeks die Norman Granz meer dan 20 jaar produceerde en waarmee hij de wereld rondtoerde. Bij de concerten waren voornamelijk swing- en bopmuzikanten aanwezig, die eerst in kleine groepen optraden en daarna samen op het podium kwamen voor een jamsessie.

## Het eerste concert in 1944
Norman Granz had tijdens zijn militaire diensttijd, waar hij dienst deed bij de troepenondersteuning, zijn connecties met jazzmuzikanten behouden en bleef jamsessies organiseren, zij het op professionele basis. Hij stond al snel bekend als een harde onderhandelaar en drong aan op drie dingen: een vast salaris voor muzikanten, niet dansen tijdens sessies en geen raciale segregatie in het publiek.
In 1944 werden eenentwintig jeugdige Chicano's gearresteerd tijdens een rel in Los Angeles en vervolgens veroordeeld voor moord. Ze werden de 'Zoot Suiters' genoemd - met verwijzing naar het kostuum van Cab Calloway - en hun verdediging werd een cause célébre voor liberalen aan de westkust, waaronder Hollywood-beroemdheden als Orson Welles en Rita Hayworth (Sleepy Lagoon Defense Committee). Granz besloot de publiciteit te gebruiken om een jazzconcert te organiseren ten voordele van de Chicano's en huurde wat toen het grootste auditorium van Los Angeles was, het Philharmonic Auditorium, waar voorheen alleen klassieke muziekuitvoeringen werden gehouden. Aanvankelijk heette het concert Jazz Concert at the Philharmonic; maar omdat de lettergrootte die Granz had gekozen niet zoveel letters toeliet, liet hij het woord 'concert' vallen, en zo was Jazz at the Philharmonic geboren. Dat eerste concert op zondagmiddag 2 juli 1944 werd bijgewoond door Illinois Jacquet (wiens hoge noten op de saxofoon bijzonder populair waren bij het jonge publiek), Jack McVea, J.J. Johnson, Shorty Sherock, Nat King Cole, Lee Young en Les Paul. De rest van 1944 werden er maandelijkse concerten gehouden in de aula. Het laatste concert daar vond plaats op 28 april 1946 met onder meer Dizzy Gillespie, Charlie Parker en Lester Young, waarna het Civic Auditorium weigerde verdere JATP-evenementen toe te staan, ogenschijnlijk omdat het publiek begon te dansen. Granz vermoedde zelf dat ze genoeg hadden van het gemengde publiek.

## DeJATP-tournees
Na enkele soortgelijke concerten in Los Angeles, begon Granz vanaf 1946 met het produceren van tournees, die jaarlijks plaatsvonden - de eerste met Lester Young, Coleman Hawkins en Buddy Rich vanaf april 1946 in Californië, Chicago en New York. Op deze evenementen traden muzikanten met Afro-Amerikaanse en Europese achtergronden samen op, wat toen nog een sensatie was voor de Verenigde Staten. Granz gaf er de voorkeur aan boekingen te annuleren in plaats van toe te geven aan de eisen van de organisatoren voor zogenaamde rassenscheiding (ook in verband met het publiek). De deelnemende musici vonden dat ze zeer goed werden behandeld, zowel wat betreft hotelovernachting als reizen in eerste klas en, indien mogelijk, in het vliegtuig in plaats van in bus en trein. De ondernemende Granz kon zijn sterren voor die tijd hoge en vooral regelmatige vergoedingen garanderen.
Volgens Feather hadden slechts drie muzikanten ernstige conflicten tijdens de JATP-tournees: Billie Holiday in 1954 (ze verprutste een Carnegie Hall-optreden en moest van het podium worden gehaald, waarna ze Oscar Peterson uitschold, die een vast lid was van het sterrenensemble van JATP), met Lester Young en Buddy Rich, bekend om zijn gewelddadige humeur, die de concerten in Downbeat omschreef als een hoop rotzooi, maar een jaar later berouwvol terugkeerde.
Jazz at the Philharmonic introduceerde de meest prominente jazzmuzikanten van die tijd, zoals Louie Bellson, Ray Brown, Don Byas, Benny Carter, Harry 'Sweets' Edison, Roy Eldridge, Ella Fitzgerald, Stan Getz, Dizzy Gillespie, Lionel Hampton, Billie Holiday, Coleman Hawkins, Illinois Jacquet, Hank Jones, Jo Jones, Gene Krupa, Charlie Parker, Oscar Peterson, Flip Phillips, Buddy Rich, Charlie Shavers, Willie Smith, Tommy Turk, Ben Webster en Lester Young. In de jaren 1950 waren zijn JATP-concerten erg populair en kon hij een jazzimperium opbouwen. Van 1950 tot 1957 vonden er wereldwijd ongeveer 150 concerten per jaar plaats (in de Verenigde Staten, Canada, Europa, Japan, Australië) en de tournee duurde ongeveer zeven maanden.
Granz nam enkele van de concerten op, die werden uitgebracht bij Mercury Records en later bij Clef Records en Verve Records, destijds zijn eigen platenlabels. In de jaren 1940 waren zijn liveopnamen van jazzconcerten iets geheel nieuws. De JATP-tournees in de Verenigde Staten van Amerika eindigden in 1957, maar gingen nog een decennium door in Europa en Japan, hoewel ze niet langer elk jaar werden gehouden. Granz verliet in 1959 ook de Verenigde Staten en verhuisde naar Zwitserland. Naast sporadische JATP-concerten bleef hij actief als jazzpromotor en manager van onder meer Oscar Peterson en Ella Fitzgerald. In 1967 eindigden de JATP-concerten voorlopig met een laatste Amerikaanse tournee (met Benny Carter, Coleman Hawkins, Ella Fitzgerald en Oscar Peterson).
In de jaren 1970 liet Granz de geest van JATP-evenementen herleven met concerten in jamsessie-stijl op het Montreux Jazz Festival, met de daar ontstane opnamen voor televisie en zijn Pablo-label en in de Verenigde Staten in 1972 in het Santa Monica Civic Auditorium. Hij maakte een laatste tournee in 1983 tijdens een tournee door Japan om de 30e verjaardag van de optredens van JATP in Japan te vieren met Oscar Peterson en Ella Fitzgerald, uitgebracht bij Pablo.

## JATPin jazzkritiek
Ondanks het publieke succes werd de JATP-onderneming meestal met een frons ontvangen door de critici. Er werd kritiek geuit dat muzikanten van verschillende onverenigbare stijlen samen jamden, dat er geen arrangementen waren en dat het geheel zonder repetities en zonder finesse werd uitgevoerd, aldus Teddy Doering. Voorstanders wezen erop dat enkele van de mooiste solo's van de muzikanten die destijds betrokken waren, werden overgeleverd in enkele van de overgebleven opnamen. Er zijn drie concertopnamen uit de jaren 1940 voor JATP: de legendarische met Charlie Parker en Billie Holiday op 22 april 1946, de concerten in Carnegie Hall in New York op 27 mei en 3 juni 1946 (de afsluiting van de eerste tournee) en opnamen uit Pittsburgh in het voorjaar van 1947 met het beroemde How High the Moon en een excellente solo van Coleman Hawkins. De critici Richard Cook en Brian Morton beschouwen het Carnegie Hall-concert in 1949 (met in de frontlinie o.a. Charlie Parker, Fats Navarro en Sonny Criss) en het Frankfurt-concert in november 1952 (inclusief Lester Young) als de hoogtepunten van de serie van evenementen.

## Discografie
- The Complete Jazz at the Philharmonic on Verve 1944-1949 (Clef/Verve)
- Carnegie Hall 1949 (Pablo, 1949) met Fats Navarro, Charlie Parker, Coleman Hawkins, Hank Jones
- Frankfurt 1952 (Pablo) met Roy Eldridge, Lester Young, Hank Jones, Irving Ashby, Max Roach
- The Drum Battle (Verve, 1952) met Gene Krupa und Buddy Rich
- JATP in Tokyo (Pablo, 1953) met Charlie Shavers, Roy Eldridge, Benny Carter, Ben Webster, Ella Fitzgerald
- The Challenges (Verve 1954) met Roy Eldridge en Dizzy Gillespie
- J. J. Johnson en Stan Getz At the Opera House (Verve 1957) met Oscar Peterson, Herb Ellis, Coleman Hawkins, Lester Young, Ella Fitzgerald, Ray Brown, Percy Heat, Connie Kay
- JATP in London, 1969 (Pablo) met Dizzy Gillespie, Clark Terry, James Moody, Teddy Wilson
- JATP at the Montreux Festival 1975 (Pablo) met Clark Terry, Benny Carter, Zoot Sims, Joe Pass, Tommy Flanagan

## Verzamelingen
- The Complete Jazz at The Philharmonic on Verve Records– 1944 to 1949 – 10 cd's

1944
met J.J. Johnson, Illinois Jacquet, Jack McVea, Nat King Cole, Les Paul, Johnny Miller, Lee Young, Meade Lux Lewis, Shorty Sherock, Bumps Myers, Joe Thomas, Buddy Cole, Red Callender, Joe Marshall dm, Carolyn Richards
1945
met Neal Hefti, Shorty Sherock, Corky Corcoran, Coleman Hawkins, Milt Raskin, Dave Barbour, Charles Mingus, Dave Coleman, Billie Holiday, Howard McGhee, Willie Smith, Wardell Gray, Charlie Ventura, Illinois Jacquet, Joe Guy, Garland Finney,  Ulysses Livingston, Gene Krupa, Slim Gaillard, Tiny 'Bam' Brown
1946
met Al Killian, Howard McGhee, Charlie Parker, Willie Smith, Lester Young, Arnold Ross, Billy Hadnot, Lee Young, Charlie Ventura, Teddy Napoleon, Gene Krupa, Dizzy Gillespie, Mel Powell, Meade Lux Lewis, Buck Clayton, Kenny Kersey, Irving Ashby, Buddy Rich, Ray Linn, Babe Russin, Curly Russell, J.C. Heard, Billie Holiday, Georgie Auld, Tiny Grimes, Al McKibbon, Rodney Richardson, Harold Doc West, John Collins, Allen Eager,  J.J. Johnson, Chubby Jackson, Trummy Young, Slam Stewart, Barney Kessel, Charlie Drayton, Jackie Mills
1947
met Buck Clayton, Trummy Young, Willie Smith, Coleman Hawkins, Flip Phillips, Kenny Kersey, Benny Fonville, Buddy Rich, Roy Eldridge, Pete Brown, Les Paul, Hank Jones, Alvin Stoller, Billie Holiday, Bobby Tucker, Howard McGhee, Bill Harris, Illinois Jacquet, Ray Brown, Jo Jones
1949
met Roy Eldridge, Tommy Turk, Charlie Parker, Flip Phillips, Lester Young, Hank Jones, Ray Brown, Buddy Rich, Ella Fitzgerald, Oscar Peterson, Charlie Ventura, Teddy Napoleon, Gene Krupa, Ralph Burns, Bill De Arango, Dave Tough, Charlie Shavers, Sid Catlett